# Сэмпсон, Даз
Даррен «Даз» Сэмпсон (англ. Darren "Daz" Sampson, родился 28 ноября 1974 в Стокпорте) — британский рэпер, музыкальный продюсер, радиоведущий и футбольный тренер, известный благодаря выпущенным 14 синглам, попавшим в Топ-30 радиочартов Великобритании, и выступлением на Евровидении-2006 от Великобритании с композицией Teenage Life. Является основателем собственного музыкального лейбла Sporting Riff Raff Records, а также полупрофессиональным футбольным тренером.

## Биография

### Ранние годы
Даррен Сэмпсон родился 28 ноября 1974 года в Стокпорте (Большой Манчестер, Великобритания). Согласно собственному утверждению, учился в Эвондейлской средней школе (англ. Avondale High School), ныне Стокпортская академия (англ. Stockport Academy). Занимался футболом в академии клуба «Манчестер Сити», одним из его наставников был бывший тренер «Брайтон энд Хоув Альбион» Джимми Мелайа. В возрасте 17 лет Даррен получил травму и вынужден был завершить игровую карьеру. Он мечтал также стать музыкантом и выступать на сцене, хотя, по собственному признанию, его школьный учитель истории мистер Томмони неоднократно говорил ему, что для Даррена мечта стать поп-звездой не осуществится (именно мистер Томмони вдохновил Даза позднее на написание песни для «Евровидения»).

### Bus Stop
После прекращения занятий спортом Даз стал заниматься музыкой: он создал группу танцевальной музыки «Bus Stop», куда вошли Грэм Тёрнер, Марк Холл и Никки Рэйд. Четыре сингла были выпущены этой группой: дебютным и самым успешным синглом стал Kung Fu Fighting, записанный при участии Карла Дугласа и разошедшийся тиражом в 250 тысяч копий в Великобритании и более 1 млн по всему миру. Даз Сэмпсон связался с диджеем BBC Radio 1 Крисом Мойлзом и стал работать его помощником на радиостанции: композиции Сэмпсона неоднократно звучали в эфире.
Другими хитами группы «Bus Stop» стали ремейки песен You Ain't Seen Nothin' Yet (Рэнди Бэкмен), Jump (Van Halen) и Get It On (T. Rex). Ряд композиций были включены в серию игр Dance Dance Revolution (в том числе «Kung Fu Fighting», «Kick the Can», «Swing It» и «Long Train Runnin'». Всего группа выпустила 4 сингла в Великобритании и два альбома до распада в 2002 году. Неоднократно её композиции включались в сборники Dancemania.

### Fraud Squad
В 2000 году Даз Сэмпсон создал проект «Fraud Squad» с Джейджей Мэйсоном. Группа выпустила композицию «Together (We Can Make It)», ставшую популярной в европейских ночных клубах. Джейджей Мэйсон сделал множество ремиксов на композиции Даза, в том числе на «The Whoa Song» и «Teenage Life». В 2006 году вышли ещё две композиции «The Crown» и «The Feeling», авторство которых принадлежит Сэмпсону и Мэйсону, но уже как проекту «Sampson & Mason».

### Сотрудничество с Джоном Мэттьюсом
Рикардо Автобан (настоящее имя Джон Мэттьюс), бывший участник группы Cuban Boys, создал с Дазом проект Rikki & Daz. В 2002 году вместе с легендарным кантри-музыкантом Гленом Кэмпбеллом им была записана композиция «Rhinestone Cowboy (Giddy Up Giddy Up)», которая заняла 12-е место в британских чартах. Тот же проект под именем «Rikki & Daz Vs. JJ Mason Remix» выпустил ремикс на песню DJ BoBo «Chihuahua». Сотрудничество продолжилось под разными именами, в том числе The Barndance Boys (сингл «Yippie I Oh») и DJ Daz («The Whoa Song», ремейк на «Tarzan Boy» группы «Baltimora»). Вскоре Мэттьюс написал песню «Teenage Life» специально к «Евровидению-2006».

### United Nations
Даз вернулся на ливерпульскую сцену танцевальной музыки в 2004 году. Согласно его словам, однажды он играл в «Grand Theft Auto: Vice City», когда услышал песню «Out Of Touch» в исполнении Hall & Oates. Встретившись с Полом Кинаном, он записал композицию с семплом из «Out Of Touch». Так появился новый проект «Uniting Nations», а композиция с семплом также получила имя «Out of Touch» и была продана в размере 150 тысяч копий в Великобритании, став всеевропейским хитом. Новыми хитами также стали «You And Me» (15-е место в чартах) и «Ai No Corrida» (18-е место в чартах). Журнал «Smash Hits» выбрал Даза Сэмпсона лучшим танцевальным исполнителем в 2005 году. Сэмпсон также попал трижды на первые места в радиочартах Польши.

## Евровидение-2006
Даз, однако, мечтал о возвращении в поп-музыку, вследствие чего он решил выступить на национальном отборе Великобритании. Песню «Teenage Life» в стиле рэп ему написал Джон Мэттьюс. Даз говорил в интервью изданиям, что на протяжении своей карьеры он мечтал выступить на Евровидении и уже один раз подавал заявку, но не попал в финал национального отбора. Телерадиокомпания BBC выбрала шесть песен для национального финала 2006 года, в числе которых оказалась и «Teenage Life». В песне упоминались школа Даза, которую он называл «Avy», а также его учитель истории мистер Томмони, называнный «Mr. T».
Вскоре независимые журналисты заявили, что песня «Teenage Life» была выпущена группой «SpaceKats» (один из проектов Сэмпсона) 8 марта 2004 года официальным промо-релизом и была доступна в Интернете для коммерческого приобретения и бесплатного предварительного прослушивания на открытом публичном домене — это было грубое нарушение правил конкурса, и в случае победы Даз Сэмпсон мог быть дисквалифицирован. Однако BBC на неофициальном фан-сайте Евровидения esctoday.com заявила, что трек Сэмпсона не издавался коммерческим тиражом и не может нарушать правила конкурса. В итоге никаких обвинений к Великобритании или Сэмпсону так и не было предъявлено. 4 марта 2006 года Сэмпсон выступил на шоу с танцевальной группой «The Sampsonites», состоявшей из четырёх девушек, одетых в школьную форму, и выиграл голосование телезрителей. Ещё до начала конкурса песня попала в Топ-10 чарта UK Singles Chart, а синглом вышла 14 мая 2006 года.
Перед Евровидением Даз Сэмпсон совершил большое турне по Восточной Европе, в его планы вошли Польша, Эстония, Латвия, Литва, Македония, Босния, Мальта и Греция. Также Даз прибыл в Россию и дал концерт в Москве не только для раскрутки своего сингла, но и для раскрутки группы Uniting Nations. Также он раскрыл секрет выступления, сказав, что пригласит 16-летних девушек как бэк-вокалисток: на национальном отборе бэк-вокал исполнялся хорами, однако их использование в рамках «Евровидения» было запрещено, поскольку выступать могло не более шести человек, а также весь вокал должен был исполняться вживую. Вокалистками стали пять девушек: Эмили, Холи, Лиэнн, Эшли и Габриэлла (все они были одеты в школьную форму и исполняли бэк-вокальные партии). Из них только Эмили Рид была профессиональной вокалисткой, выступавшей на национальном отборе в 2003 году и занявшей второе место. Эмили получила место только благодаря тому, что ещё одна девушка, Джессика, сняла свою кандидатуру.
Даз Сэмпсон выступил 20 мая 2006 года в финале как представитель страны «Большой Четвёрки» — Франция, Великобритания, Германия и Испания на правах главных спонсоров конкурса автоматически выходили в финал. Сэмпсон читал рэп-часть песни, а хор исполнял припев. Сэмпсон занял 19-е место из 24 конкурсантов всего с 25 баллами, полученными от 10 стран. Тем не менее, песня на неделе Евровидения заняла 13-е место в чарте UK Top 40, а на следующей неделе уже стала 8-й. По мнению Сэмпсона, он сумел поднять популярность конкурса в Великобритании, поскольку около половины населения смотрели его в тот вечер. Спустя 7 лет в документальном фильме BBC «Как победить на Евровидении» (англ. How to Win Eurovision) Даз признался, что его рэп-композиция была не самой лучшей из звучавших на Евровидении и что зрители не были готовы к такой музыке.

## После Евровидения

### Евровидение-2007
Попытка Даза вернуться на конкурс в 2007 году не увенчалась успехом, поскольку Би-би-си не рекомендовала ему это делать сразу же. Написанная Дазом песня «Do A Little Dance» не попала в финальный список участвующих песен.

### Sporting Riff Raff Records
С 2006 года Даз работает с собственным лейблом Sporting Riff Raff Records при участии Бена О’Брайана и Джо Тейлора из Nuxx. На лейбле свои композиции записывали группы электронной музыки «The Star Alliance», «Spray», «Mr. Fix It», «Love Djs» и «Project 4».

### Bandito
Сэмпсон и Мэттьюс создали танцевальный проект «Bandito», заключив рекордную сделку с лейблом Hard2Beat Records, принадлежащим сети клубов «Ministry of Sound». Дебютная композиция «Rockin' At the Disco» включала вокалы Рассела Грэма из бойзбенда «Pacific Avenue».

### Радио и телевидение
С 2011 года Сэмпсон работает радиоведущим, также он заключил контракт с вещательной компанией NBC Universal на съёмку в документальных фильмах.

## Футбольный тренер
Несмотря на травму, полученную в юности и не позволившую Дазу Сэмпсону стать футболистом, он стал работать тренером. Выступая с группой «Uniting Nations» в Польше, Сэмпсон стал временным тренером любительского футбольного клуба и вывел его в финал одного из польских кубковых турниров. В 2012 году Сэмпсон провёл несколько игр на острове Гуам, став тренером одной из команд, которая попала трижды в тройку призёров и выиграла финал одного из кубков. Спустя два сезона Сэмпсон переехал в Тампу (Флорида, США) работать в 4-й по силе американской лиге. Он провёл в ранге тренера 18 матчей (15 побед, две ничьи и одно поражение).
С 2015 года Сэмпсон работает в Великобритании: он руководил командой «Биллинг» из Чешира, проведя 10 матчей (9 побед и одна ничья). В настоящее время он работает тренером «Аштон Юнайтед».

## Дискография

### Альбомы
Bus Stop
- 1998: Ticket to Ride
- 2000: Get It On
- 2002: Bustin' Rhymes & Melodies

### Синглы
| Год  | Исполнитель     | песня                                                | UK Singles Chart | UK Download Chart | Irish Singles Chart | Примечания                                                                           |
| ---- | --------------- | ---------------------------------------------------- | ---------------- | ----------------- | ------------------- | ------------------------------------------------------------------------------------ |
| 1998 | Bus Stop        | Kung Fu Fighting (feat. Carl Douglas)                | 8                | -                 | -                   | Originally by Carl Douglas                                                           |
| 1998 | Bus Stop        | You Ain’t Seen Nothin' Yet (feat. Randy Bachman)     | 22               | -                 | -                   | Авторство Рэнди Бэкмана                                                              |
| 1999 | Bus Stop        | Jump                                                 | 23               | -                 | -                   | Авторство Van Halen                                                                  |
| 2000 | Bus Stop        | Get It On (feat. T. Rex)                             | 59               | -                 | -                   | Авторство T. Rex                                                                     |
| 2000 | Bus Stop        | One Two (Little Bitch)                               | -                | -                 | -                   | Авторство the Specials                                                               |
| 2000 | Bus Stop        | Footloose                                            | -                | -                 | -                   | Авторство Кенни Логгинса                                                             |
| 2001 | Bus Stop        | Kick the Can                                         | -                | -                 | -                   | Переработка композиции «Инфернальный галоп» из оперетты «Орфей в аду» Жака Оффенбаха |
| 2001 | Bus Stop        | «Na-Na»                                              | -                | -                 | -                   | Ремейк на песню «Goodbye» группы Steam                                               |
| 2001 | Bus Stop        | «Swing It»                                           | -                | -                 | -                   | Авторство the Champs, оригинальное название — «Tequila»                              |
| 2001 | Bus Stop        | Long Train Runnin'                                   | -                | -                 | -                   | Авторство The Doobie Brothers                                                        |
| 2002 | Rikki & Daz     | Rhinestone Cowboy                                    | 12               | -                 | 16                  | Авторство Ларри Вайс, Джон Мэттьюс и Даррен Сэмпсон                                  |
| 2003 | Barndance Boys  | «Yippie I Oh»                                        | 32               | -                 | -                   | Ремейк песни «I'll Tell Me Ma»                                                       |
| 2003 | DJ Daz          | Woah Song                                            | -                | -                 | -                   | Авторство Baltimora, оригинальное название «Tarzan Boy»                              |
| 2004 | Uniting Nations | Out of Touch                                         | 7                | -                 | 5                   | Авторство Hall & Oates                                                               |
| 2005 | Uniting Nations | You and Me                                           | 15               | -                 | 26                  |                                                                                      |
| 2005 | Uniting Nations | Ai No Corrida                                        | 18               | -                 | 37                  |                                                                                      |
| 2006 | Uniting Nations | Music In Me                                          | -                | -                 | -                   |                                                                                      |
| 2006 | Daz Sampson     | Teenage Life                                         | 8                | 11                | -                   | Выступление Великобритании на Евровидении-2006                                       |
| 2007 | Daz Sampson     | Do a Little Dance                                    | -                | -                 | -                   | Только для скачивания                                                                |
| 2007 | Daz Sampson     | The County Song (Jim Gannon’s Army Goes Marching On) | 182              | 17                | -                   | Только для скачивания                                                                |
| 2007 | Uniting Nations | Do It Yourself                                       | -                | -                 | -                   |                                                                                      |
| 2008 | Uniting Nations | Pressure Us                                          | -                | -                 | -                   | feat. Lucia Horn                                                                     |

### Другие песни
| Год  | Песня                     | Автор                    | Примечания                              |
| ---- | ------------------------- | ------------------------ | --------------------------------------- |
| 1999 | Roots (Feel Too High)     | Sunshine State feat. Daz |                                         |
| 2000 | Together (We Can Make It) | Fraud Squad              | Проект Даза Сэмпсона и Джейджей Мэйсона |
| 2006 | The Crown                 | Sampson & Mason          | Проект Даза Сэмпсона и Джейджей Мэйсона |
| 2006 | The Feeling               | Sampson & Mason          | Проект Даза Сэмпсона и Джейджей Мэйсона |